# Nhà thờ chính tòa Chính thống giáo Copt Thánh Marcus
Thánh đường Chính Thống giáo Thánh Máccô là nhà thờ chính tòa của Giáo hội Chính thống giáo Copt Thành Alexandria và là nơi đặt ngai tòa của đương kim Giáo chủ giáo hội này. Tọa lạc tại Quận Abbassia, thủ đô Cairo, Ai Cập, tòa nhà được khánh thành và cung hiến năm 1968 dưới thời Đức Thượng phụ Kirilô VI.
Công trình được đặt tên theo Thánh Máccô (tiếng Copt: Μαρκος Markos), một trong bảy mươi môn đệ của Chúa Giê-su và được xem là người sáng lập ra các hệ phái Chính thống giáo Copt ngày nay. Hiện nay, trong nhà thờ vẫn còn lưu giữ nhiều kỷ vật về cuộc đời của ông. Đây còn là thánh đường chính tòa Kitô giáo lớn nhất ở Châu Phi và cả vùng Trung Đông.

## Phòng làm việc của Đức Giáo chủ
Văn phòng làm việc của Đức Giáo chủ Tawadros II được đặt tại nhà thờ. Chính vì thế, an ninh xung quanh tòa nhà luôn được thắt chặt.

## Kiến trúc
Khuôn viên thánh đường bao gồm bảy nhà nguyện nhỏ với nhiều giá trị kiến trúc độc đáo, thể hiện rõ quá trình phát triển của lối kiến trúc Coptic thời hiện đại. Toàn thể thánh đường có thể chứa tối đa 5.000 người đến cầu nguyện.

## Phần hài cốt thánh Máccô
Trước khi hoàn tất thi công thánh đường, Giáo hoàng Phaolô VI trao trả lại phần hài cốt của thánh Máccô cho nhà thờ. Phần hài cốt này trước đó đã bị đánh cắp đưa đến Venice năm 828. Giáo hội Copt đã trang trọng đón nhận phần di tích và đặt vào đền thánh Máccô bên trong thánh đường để tôn kính.

## Lễ cung hiến

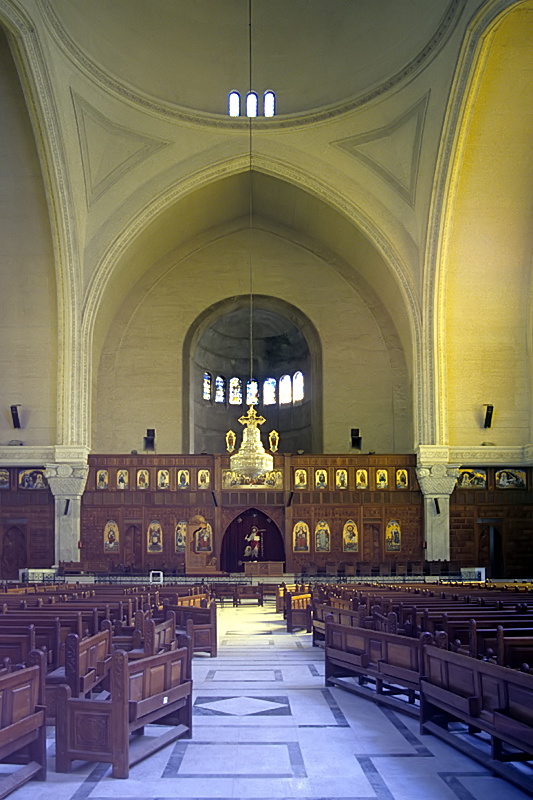
Gian chính bên trong nhà thờ.

Nghi thức cung hiến và lễ khánh thành nhà thờ được Giáo hội Chính thống Copt cử hành trọng thể ngày 25 tháng 6 năm 1968 với sự có mặt của Tổng thống Ai Cập Gamal Abdel Nasser, Hoàng đế Ethiopia Haile Selassie I cùng đại diện các hội thánh chính thống trong và ngoài nước. Đức Thượng phụ Shenouda III là Giám mục đầu tiên trú nhiệm tại thánh đường này.